# Circonscription de Debresina (Nord Shoa, Amhara)
La circonscription de Debresina (Nord Shoa, Amhara) est une des 135 circonscriptions législatives de l'État fédéré Amhara, elle se situe dans la Zone Nord Shoa. Son représentant actuel est Wewesen Negatu Belete.